# Оток Свибовски
Оток Свибовски (хрв. Otok Svibovski) је насељено место у општини Ругвица, Загребачка жупанија, Хрватска.

## Историја
До територијалне реорганизације у Хрватској био је у саставу старе општине Дуго Село.

## Становништво
У попису становништва из 2011. године, Оток Свибовски острво је имао 270 становника.
| Број становника према пописима | Број становника према пописима | Број становника према пописима | Број становника према пописима | Број становника према пописима | Број становника према пописима | Број становника према пописима | Број становника према пописима | Број становника према пописима | Број становника према пописима | Број становника према пописима | Број становника према пописима | Број становника према пописима | Број становника према пописима | Број становника према пописима | Број становника према пописима |
| ------------------------------ | ------------------------------ | ------------------------------ | ------------------------------ | ------------------------------ | ------------------------------ | ------------------------------ | ------------------------------ | ------------------------------ | ------------------------------ | ------------------------------ | ------------------------------ | ------------------------------ | ------------------------------ | ------------------------------ | ------------------------------ |
| 1857                           | 1869                           | 1880                           | 1890                           | 1900                           | 1910                           | 1921                           | 1931                           | 1948                           | 1953                           | 1961                           | 1971                           | 1981                           | 1991                           | 2001                           | 2011                           |
| 139                            | 134                            | 138                            | 139                            | 135                            | 128                            | 128                            | 130                            | 130                            | 128                            | 140                            | 139                            | 138                            | 166                            | 233                            | 270                            |

Напомена: До 1900. исказивано под именом Велики Оток.

### Попис1991.
У попису становништва из 1991. године, Оток Свибовски је имао 166 становника, следећег националног састава:
| Попис 1991.‍  | Попис 1991.‍  | Попис 1991.‍ | Попис 1991.‍ | Попис 1991.‍ |
| ------------ | ------------ | ----------- | ----------- | ----------- |
|              |              |             |             |             |
| Хрвати       | Хрвати       |             | 153         | 92,16%      |
| Срби         | Срби         |             | 7           | 4,21%       |
| Југословени  | Југословени  |             | 3           | 1,80%       |
| Мађари       | Мађари       |             | 1           | 0,60%       |
| неопредељени | неопредељени |             | 1           | 0,60%       |
| непознато    | непознато    |             | 1           | 0,60%       |
| укупно: 166  |              |             |             |             |